# Amilcare Fantoli
Amilcare Fantoli (Prato, 6 luglio 1891 – Genova, 11 novembre 1980) è stato un geografo, climatologo, meteorologo, militare e scrittore italiano.

## Biografia
Amilcare Fantoli di Ugolino e di Maria Colucci, nacque a Prato il 6 luglio 1891.
Dalla madre aveva ereditato l'amore per la musica e una voce bellissima. Sua madre era soprano - anche se non aveva mai intrapreso la carriera artistica - e lui tenore. 
Dal padre Professore di Scienze, Fisica e Matematica ereditò l'amore per la montagna, la passione per le avventure e uno spirito indagatore che lo spinse a percorrere i più diversi campi del sapere.

### Origine del cognome
Il nome Fantoli viene fatto risalire a Ugolino de' Fantoli citato da Dante nel canto XIV del Purgatorio. 
Benché il poeta affermi che egli non aveva discendenti essendogli morti i due figli, un terzo figlio andò invece, in Lombardia a combattere contro gli eretici che avevano seguito Fra Dolcino e là rimase.
Quel che è certo è che nel 1400 un Fantoli era citato fra i Decurioni di Milano e nel 1700 un Fantoli era Giudice in Valle Anzasca. Onorata la storia, passiamo a un'epoca un po' più attuale.

### Infanzia
Primo di sei fratelli, fu abituato sin da bambino a compiere escursioni anche di molti giorni – fino a quaranta – sulle Alpi in compagnia del padre, dei fratelli e del cane lupo, Azor, che aveva il compito di proteggere e difendere il piccolo gruppo di ardimentosi. I racconti che il padre narrava ai suoi ragazzi nel panorama stellato delle notti alpine, nutrivano la fantasia del ragazzino e alimentavano progetti e sogni. Così le storie dei paesi lontani del sud est asiatico, le imprese polari, le conquiste delle vette inviolate diventavano altrettanti esempi di coraggio che il figlio si riprometteva di imitare. Mentre le spiegazioni delle costellazioni, dei moti degli astri e i segreti delle piante distillavano nel suo cuore un'ansia crescente di conoscere sempre di più.
Per la sua crescita fu determinante anche la figura di uno zio paterno Edoardo Fantoli capitano di lungo corso, che aveva sposato una signora inglese di Brighton: Carolina Erskine Holland.
Non meno ardimentoso del fratello, lo zio aveva intrapreso viaggi e traversate spericolate attraverso l'Atlantico e non avendo avuto figli, aveva riversato sul nipotino Amilcare il suo affetto e la sua predilezione. Partì per il suo ultimo viaggio con l'intenzione di risalire il Rio delle Amazzoni. Ma una volta giunto in Sud America e iniziata la risalita del grande fiume, scomparve nel nulla come un eroe leggendario, e la sua morte divenne un'altra storia tanto più esaltante in quanto Amilcare ne conosceva bene il protagonista.

### La Prima Guerra Mondiale e gli incarichi oltremare
Compiuti gli studi, allo scoppio della prima guerra mondiale, ormai ventiquattrenne, Amilcare Fantoli fu inviato al fronte. La guerra di trincea lo vide protagonista di atti di coraggio e di dedizione verso i compagni che gli valsero numerose menzioni.
Al termine della guerra grazie ai suoi studi di meteorologia, fu incaricato di organizzare il primo servizio meteorologico della Libia allora colonia italiana. Era il compimento del suo sogno: una vita di frontiera in un territorio difficile dal punto di vista climatico, sanitario – vaiolo e peste erano malattie endemiche – e, non certo ultimo per importanza, politico.
Furono quelli anni di lavoro frenetico e di un'attività organizzativa che ebbe del prodigioso. 
Trasferitosi a vivere a Tripoli, ma con frequenti spostamenti attraverso tutto il territorio e anche oltre, riuscì ad affrontare e ad approfondire quasi tutti gli aspetti e i problemi climatici del paese nord africano senza trascurare l'importanza del clima sull'avvaloramento del territorio.

### I primi scritti
A partire dal 1923 i risultati delle osservazioni e degli studi compiuti in Libia, dettero luogo a decine di lavori apparsi in moltissime sedi: atti di congressi, riviste coloniali, ma anche in pubblicazioni di carattere geografico e di cultura umanistica.
Amilcare Fantoli dimostrò infatti, una vera attrazione per il superamento dei limiti di una sterile specializzazione a favore di uno sguardo d'insieme, di una visione rinascimentale della realtà che tendeva a cogliere l'uomo e le sue manifestazioni come un tutto strettamente collegato in una più vasta interezza.
Nel 1923 pubblicò una Guida della Libia per il Touring Club Italiano.
Il 1º aprile 1924 la Société Astronomique de France lo nominò suo membro titolare con un diploma firmato dal Segretario Generale Camille Flammarion.
Nel 1927 partecipò al X Congresso Geografico italiano a Milano, e nel 1930 all'XI a Napoli.

#### La collaborazione con la Società Geografica Italiana
Nel 1929 entrò a far parte della Società Geografica Italiana che nel 1937 lo nominò Socio corrispondente e nel 1978 Socio d'onore. 
La sua collaborazione con la Società Geografica Italiana fu assidua e ricca di suggestioni. 
Molto importante fu anche la sua collaborazione con il “Bollettino Geografico” dell'Ufficio Studi libico edito da E. de Agostini.
In quegli anni crebbero numerosi rapporti di stima e di amicizia con diversi geografi e italiani e stranieri, uno dei quali, il francese Jean Despois, dedicò a lui e a de Agostini il volume sulla colonizzazione italiana in Libia.
Nel 1933 compì la prima traversata dell'Hamada el-Hamra altopiano desertico roccioso, pressoché inesplorato. Di questa impresa fece un resoconto alcuni anni dopo – 1942 – pubblicato nel Bollettino della Società Geografica Italiana.
A quell'anno risale anche una pregevole raccolta antologica: "La Libia negli scritti degli antichi" da lui composta con brani da lui scelti.

#### Organizzazione del Servizio meteorologico dell'Africa orientale italiana
Nel 1934 si recò in Eritrea e in Somalia per studiare il riordino della rete di stazioni meteorologiche delle due colonie.
Al termine della guerra italo-etiopica, Amilcare Fantoli ebbe l'incarico di organizzare il Servizio meteorologico dell'Africa Orientale Italiana.
Da allora iniziarono le sue pubblicazioni relative anche a quei territori, ma meno numerose di quelle sulla Libia perché il lavoro fu interrotto di lì a pochi anni. Tuttavia l'opera fu egualmente imponente e i molti dati raccolti permisero ad Amilcare Fantoli di costruire pregevoli carte pluviometriche dell'Etiopia e di dare alle stampe il volume: "Elementi preliminari del clima dell'Etiopia" (Firenze 1940).
Nel 1937, mentre organizzava la rete meteorologica dell'Africa orientale, raccolse importanti materiali paleolitici e neolitici e compì una serie di interessanti osservazioni di carattere geografico che furono pubblicate nel Bollettino della Società Geografica Italiana durante le annate 1938, 1939 e 1940.

### I contrasti con Italo Balbo
Nel 1939, in seguito a gravi contrasti con Italo Balbo allora governatore della Libia, fu obbligato a rientrare in Italia.

### La Guerra e l'esperienza dei lager
Richiamato in guerra nel 1942, l'8 settembre 1943 fu arrestato dalle truppe tedesche e inviato con altri ufficiali italiani in un campo di concentramento tedesco. Nonostante l'intervento di alcuni scienziati tedeschi in suo favore, Amilcare Fantoli rifiutò l'offerta di ottenere la libertà in cambio di un giuramento di fedeltà al Führer e preferì restare con i suoi compagni.
Il calvario dei lager nazisti durò fino al 1945 quando le truppe alleate liberarono il campo di Meppen al confine olandese, dove era stato trasferito.
Di quegli anni restano i quaderni riempiti di calcoli complicati e di osservazioni scientifiche di tutti i tipi che Amilcare Fantoli aveva fatto per occupare la propria mente e non farla cedere alla disperazione.

### Il ritorno in Italia
Rientrato in Italia, con la soppressione del Ministero dell'Africa Italiana, fu inserito nei ruoli del Ministero dell’Agricoltura, ma prestò la sua opera presso il Ministero degli Affari Esteri dove si dedicò alla rielaborazione dell'immensa mole di dati raccolti. Nel 1951 tornò anche in missione in Somalia.

#### Opere successive
Il frutto di tanto lavoro fu la pubblicazione a cura del Ministero degli Affari Esteri, di una serie di importantissimi volumi: "Contributo alla climatologia della Somalia" (Roma 1965), "Contributo alla climatologia dell'Etiopia" (ibid. 1965) "e dell'Eritrea" (ibid. 1966), "Contributo alla climatologia della Tripolitania" (ibid. 1967), "Contributo alla climatologia della Cirenaica" (ibid.1968), "Contributo alla climatologia della Libia" (ibid.1969).
Nel frattempo, continuò a occuparsi attivamente di studi meteorologici e climatologici e partecipò a congressi scientifici internazionali e nazionali (Canarie, Svezia, Germania, Francia, Svizzera e molti altri).
Si interessò anche di un gruppo di isole italiane che presentano caratteristiche molto simili a quelle della costa nord africana. Il risultato fu la trattazione del clima nella "Monografia biogeografica delle Pelagie, diretta da E. Zavattari" (Roma, 1960, pp. 11–114).

### Morte e discendenza
La morte lo colse a Genova l'11 novembre 1980 mentre era intento a progettare altri studi e ricerche. Dal suo matrimonio con Piera Fornari (Assisi 17 aprile 1898 – Roma 22 ottobre 1979) nacquero: Jolanda (1921 - 2020), Annibale (1924 - 2015), Ugo (1926 - 2015), Mirella (1930 – 1981) e Moussia (1942 - 2024).

## Attività in campo umanistico
Numerosissimi sono inoltre, anche articoli e scritti di vario genere che testimoniano la sua vastissima cultura e il suo interesse verso i più disparati campi.
Dall'antropologia alla paletnologia, dall'arte araba all'archeologia, dai detti dei Sufi alla Bhagavad Gita, dai Prolegomeni di Ibn Khaldun – autore amatissimo – al Rubʿayyāt di Khayyām non ci fu argomento che non abbia almeno sfiorato.
Scrisse pure la storia suffragata da un'ampia documentazione in suo possesso, del tragico amore tra il figlio e la figlia dei consoli di Francia e d'Inghilterra a Tripoli durante il 1825: "Una tragedia d'amore a Tripoli sullo sfondo di un contrasto politico", Levante, n.1, 1966.
Pubblicò anche - sotto pseudonimo - un libriccino di poesie dedicate alla Madonna: Nive candidior Maria (Roma 1966), frase tratta dalla lapide posta in onore della Vergine sul Rocciamelone, montagna delle Alpi Graie, nella Val Susa. 
Negli ultimi anni si dedicò a due studi critici sul primo viaggio di una donna nel Sinai e sul viaggio di San Pietro a Roma.

## Titoli, onorificenze e tributi
Tra i tanti titoli e onorificenze di cui era stato insignito, quella che gli fu più cara fu il titolo di Cavaliere di Vittorio Veneto.
Leone Maria Michaud, Assistente speciale del Segretario Generale dell'Organizzazione Meteorologica Mondiale (OMM) e negoziatore del Protocollo d'Accordo OMM-Commissione europea, scrisse di Amilcare Fantoli che ben conosceva:
“Il Professor Amilcare Fantoli (1891-1980) scienziato ed erudito di fama in molte discipline, ha promosso l'applicazione della meteorologia alla produzione agricola e alla lotta contro le cavallette. Il suo studio monumentale del clima in vaste aree del continente africano resta uno strumento fondamentale per gli agro-meteorologi e i climatologi, in particolare per le ricerche sull'evoluzione del clima. Le opere molto apprezzate del Professor Fantoli sull'Eritrea, l'Etiopia, la Libia e la Somalia furono pubblicate sotto il patrocinio e con l'appoggio finanziario del Ministero degli Affari Esteri - Direzione Generale per la Promozione e Cooperazione Culturale. Il Prof. Fantoli è stato premiato con medaglia d'oro dall'Imperatore Hailè Selassiè per il suo eccezionale contributo alla climatologia dell'Etiopia e dell'Eritrea. Estratti dei lavori del Professor Fantoli sono stati anche pubblicati dalla Rivista di Meteorologia Aeronautica.”

## Opere scelte
1. Guida della Libia (Tripolitania e Cirenaica), Touring Club Italiano, 1923
2. L'educazione fisica in montagna, Touring Club Italiano 1923; Tappeti d'Oriente, Resto del Carlino, 25 giugno 1925
3. L'età della pietra in Libia, Istituto Poligrafico dello Stato, Roma 1932
4. La Libia negli scritti degli antichi (Brani geografici e naturalistici), Sindacato Italiano Arti Grafiche, Roma 1933
5. Il deserto, Touring Club Italiano 1935; Resoconti sui Bollettini della Società Geografica Italiana anni 1938, 1939, 1940
6. Elementi preliminari del clima dell'Etiopia, Firenze 1940
7. Le vie eterne, Rivista delle Colonie, 20 febbraio 1942
8. La prima traversata dell'Hamada el – Hamra, Bollettino della Società Geografica Italiana, Roma 1942
9. Nozioni elementari di meteorologia, Editrice Italiana Arti Grafiche, Roma 1951
10. Contributo alla climatologia dell'Etiopia, OPI, Roma 1965; Contributo alla climatologia della Somalia, OPI, Roma 1965
11. Contributo alla climatologia dell'Eritrea, OPI, Roma 1966
12. Contributo alla climatologia dell'Altipiano Etiopico, Regione Eritrea, OPI, Roma 1966; Contributo alla climatologia della Tripolitania, OPI, Roma 1967
13. Contributo alla climatologia della Cirenaica, OPI, Roma 1968; Contributo alla climatologia delle regioni interne della Libia, OPI, Roma 1969
14. Monografia biogeografica delle Pelagie, diretta da E. Zavattari (Roma, 1960, pp. 11–114)
15. Un singolare connubio di due fedi diverse, Estratto dalla Rivista Levante, Roma 1965
16. Una tragedia d'amore a Tripoli sullo sfondo di un contrasto politico, Rivista Levante, nn.1 e 2, Roma 1966
17. Nive candidior Maria, Roma 1966
18. Una ipotesi circa il primo viaggio di San Pietro a Roma, Accademia dei Lincei, Estratto, Roma 1967
19. Il viaggio di una donna al Sinai sedici secoli or sono, Estratto dalla Rivista Levante, Roma 1972